# I. I. Chundrigar

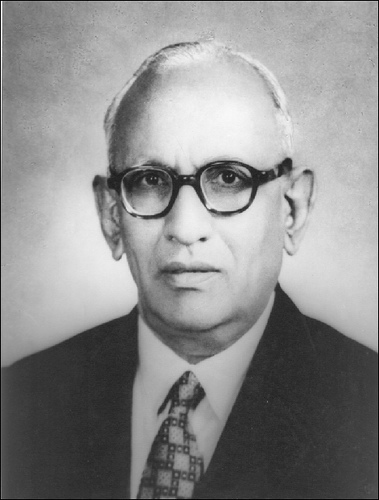
Ibrahim Ismail Chundrigar

Ibrahim Ismail Chundrigar (* 15. September 1897 in Gujrat; † 26. September 1960 in London) besser bekannt als I. I. Chundrigar war vom 17. Oktober 1957 bis zum 11. Dezember 1957 der sechste Premierminister Pakistans.

## Leben
Ibrahim Ismail Chundrigar wurde im Gujrat in Britisch-Indien geboren Er war das einzige Kind seiner Familie, die in Indien lebte. Er machte seinen Abschluss in Philosophie und Rechtswissenschaften an der Mumbai Universität. Chundrigar arbeitete von 1929 bis 1932 als Anwalt bei der Ahmedabad Municipal Corporation und anschließend von 1932 bis 1937 als Anwalt am High Court von Gujrat. Er wechselte 1937 an den Bombay High Court und machte sich dort einen Namen. Er lernte zu dieser Zeit Muhammad Ali Jinnah kennen, mit dem er viele Gemeinsamkeiten hatte. Chundrigar sollte 1935 als Anwalt der Muslimliga eine Antwort auf den Government of India Act, der von den Briten verabschiedet wurde, geben. Chundrigar praktizierte von 1937 bis 1946 als Anwalt am Bombay High Court und beriet seine Mandanten im Zivilrecht. Chundrigar trat 1936 der Muslimliga bei und nahm an den Provinzwahlen teil. Er wurde als Mitglied des Parlaments in Bombay gewählt. Er übernahm den Provinzvorsitz in Bombay und behielt sein Mandat im Parlament. Chundrigar wurde 1946 zum Handelsminister durch Archibald Wavell ernannt. Chundrigar verhalf dem Pakistan Movement zu einer enormen Steigerung der Popularität bei der britischen Administration. Chundrigar wurde auch in der Regierung von
Premierminister Liaquat Ali Khan zum Handelsminister ernannt.
Ibrahim Ismail Chundrigar wurde 1948 als Handelsminister entlassen und zum pakistanischen Botschafter in Afghanistan ernannt. Chundrigar wurde in Afghanistan für seine Haltung zu den Stammesgebieten unter Bundesverwaltung (FATA) kritisiert. Er kehrte nach kurzer Zeit nach Pakistan zurück und ging seinen Verpflichtungen im Außenministerium nach. Chundrigar war bis 1951 Governor von Khyber Pakhtunkhwa. Er war von 1951 bis 1953 Governor von Punjab. Er wurde jedoch nach politischen Differenzen aus dem Amt gedrängt. Ibrahim Ismail Chundrigar führte nach der Bitte von Premierminister  Khawaja Nazimuddin das Kriegsrecht ein. Diese Maßnahme sollte die ausgebrochenen Unruhen in Lahore eindämmen. Er wurde auch zum pakistanischen Botschafter in der Türkei ernannt. Er kehrte 1955 von seiner Tätigkeit als Botschafter nach Pakistan zurück und wurde Teil der bengalischen Regierung, bestehend aus Awami-Liga, Muslim League und der Republican Party. Er wurde zum Justizminister ernannt und war auch als Oppositionsführer aktiv. Er entwickelte im Parlament von Bangladesch das Image, ein besserer Anwalt als Politiker zu sein. Er wurde für seine vorgebrachten Argumente im Fall Maulvi Tamizuddin vs. Federation of Pakistan geschätzt.